# Pałac Linlithgow

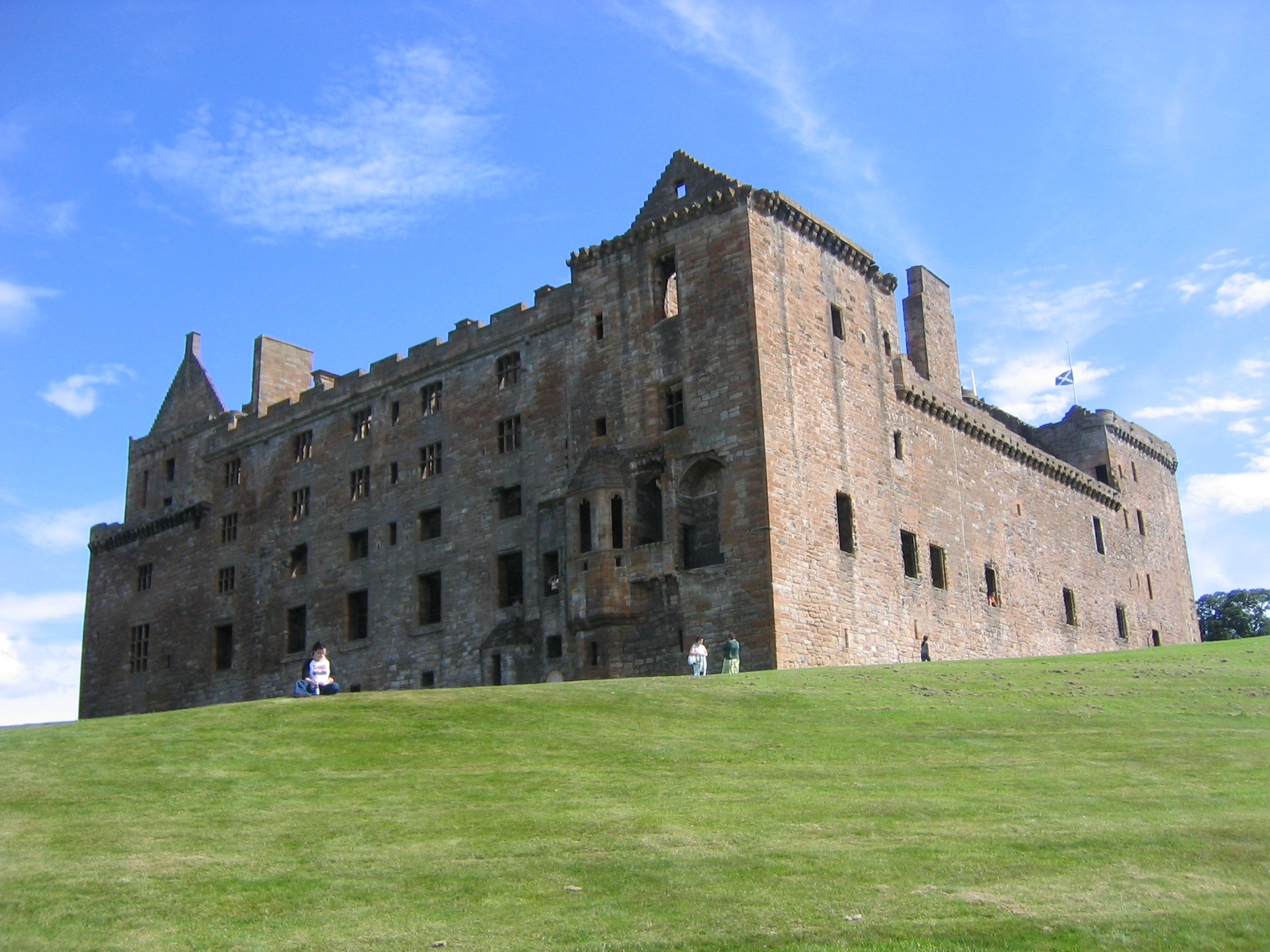
Północna i zachodnia strona pałacu

Pałac Linlithgow (ang. Linlithgow Palace) – była rezydencja królów Szkocji położona w miasteczku Linlithgow na terenie hrabstwa West Lothian.
Pierwsze wzmianki o stojącym w tym miejscu gmachu należącym do szkockiej rodziny królewskiej pochodzą z XII wieku. Później teren ten dostał się w ręce angielskie, zaś Edward I nakazał przebudować rezydencję w warownię zwaną the Peel, która miała zabezpieczać szlak między zamkami w Edynburgu i Stirling.
Po powrocie w ręce Szkotów, w 1424 miasteczko wraz z pałacem zostało częściowo zniszczone przez pożar. Król Jakub I rozpoczął odbudowę pałacu, który miał ponownie stać się rezydencją królewską. Za czasów panowania Jakuba III oraz Jakuba IV obiekt był rozbudowywany. Pałac był miejscem narodzin dwojga szkockich monarchów: Jakuba V w 1512 roku oraz Marii I Stuart w 1542 roku. Po zawarciu przez Szkocję unii z Anglią, pałac znacznie stracił na znaczeniu. Spośród wszystkich monarchów panujących jednocześnie nad oboma krajami, Karol I jest jedynym, który według zachowanych źródeł spędził w pałacu choć jedną noc. Z czasem obiekt popadł w ruinę. W roku 1745 pałac ostatecznie spłonął. W XIX wieku podjęto pierwsze prace konserwatorskie.
Obecnie pałac zarządzany jest przez szkocką agencję rządową Historic Scotland.